# Странный треугольник
«Странный треугольник» (англ. Strange Triangle) — фильм нуар режиссёра Рэя Маккэри, который вышел на экраны в 1946 году.
Фильм рассказывает о банковском инспекторе (Престон Фостер), которого роковая женщина (Сигне Хассо) вовлекает в романтические отношения, чтобы он помог скрыть допущенную её мужем-банкиром (Шепперд Страдвик) растрату. Когда её план срывается, она пытается бежать с похищенными деньгами, однако муж, догадавшись о её обмане, убивает её.
Фильм не привлёк к себе особого внимания критики и получил в основном весьма сдержанные отзывы.

## Сюжет
В кабинете шерифа округа Сан-Хоакин Сэм Крейн (Престон Фостер) рассказывает своему старому другу Гарри Мэтьюзу (Рой Робертс) историю о том, как он был обвинён в убийстве, в котором намеревается признать себя виновным:
По возвращении с армейской службы после Второй мировой войны Сэм в звании капитана приходит к Гарри, который является вице-президентом банка Pacific Coast National Bank в Лос-Анджелесе. Сэм, который до службы в армии работал в банке детективом, просит Гарри найти ему другую работу, и тот предлагает должность регионального инспектора, курирующего филиалы банка в долине Сан-Фернандо. Предоставив Сэму недельный отпуск, Гарри поручает ему после этого направиться с инспекцией в филиал банка в Санта-Розите, где управляющим работает его брат Эрл Мэтьюз (Шепперд Страдвик). Остановившись в гостинице, Сэм спускается в бар, где с ним заводит разговор привлекательная, богато одетая женщина (Сигне Хассо), от которой Сэм не может оторвать глаз. После коктейля женщина приглашает Сэма пойти вместе с ней в оперный театр, а затем они заходят в ночное кафе. Несмотря на вопросы Сэма, женщина отказывается рассказывать что-либо о себе, а после трёхдневного общения без предупреждения выписывается из гостиницы и уезжает, не оставив адреса. Некоторое время Сэм не может её забыть, но затем заключает, что лучшим лекарством для него будет работа, и приезжает в филиал в Санта-Розите, где знакомится с Эрлом. Эрл представляет Сэму крупнейшего вкладчика банка, бизнесмена Барни Шефера (Эмори Парнелл), который безуспешно пытается убедить консервативного Сэма, чтобы банк дал кредит на покупку пакета акций местной компании, которую, по инсайдерской информации, собирается выкупить за большие деньги общенациональная сельскохозяйственная корпорация. После ухода Барни Эрл поручает своей ассистентке Бетти Уилсон (Анабель Шоу) ознакомить Сэма с работой банка, а после работы предлагает Сэму пожить вместо гостиницы в его доме. Войдя в дом Эрла, Сэм с удивлением обнаруживает, что жена банкира Фрэнсин оказывается той самой таинственной дамой, с которой он встречался несколько дней назад. После ужина к Эрлу заходит Барни с женой Хильдой (Нэнси Эванс), который снова предлагает банку вложить средства предлагаемый им проект, однако снова получает отказ. После ухода четы Шеферов Эрла срочно приглашают на встречу в Торговую палату, и он оставляет Сэма и Фрэнсин дома наедине. Сэм заявляет, что она вела себя непорядочно, а он никогда не позволил бы себе отношения с замужней женщиной, тем более, женой своего коллеги, к которому относится с большим уважением. Фрэнсин на это отвечает, что их общение было для неё лишь «приключением», и потому она уехала, не попрощавшись с ним. Отвергнув заигрывания Фрэнсин, Сэм уходит в свою комнату. Поздно вечером, выйдя на балкон покурить, Сэм слышит сквозь закрытое окно, как Эрл умоляет жену прекратить тратить столько денег, на что Фрэнсин отвечает, что если бы он был порасторопнее, то принял бы предложение Барни и заработал бы денег на спекуляции акциями. Несколько дней спустя, когда Сэм уже закончил проверку и собирается покинуть Санта-Розиту, в банк приходит Шефер, заявляя, что сделка с продажей компании сорвалась, и её акции мгновенно обесценились, что приводит Эрла в подавленное состояние, которое он однако тщательно скрывает.
Сэм приезжает в Портертаун для инспекции очередного филиала. Зайдя в свой гостиничный номер, он видит, что там его поджидает Фрэнсин, которую он просит немедленно удалится, однако перед уходом она оставляет портсигар со своей фотографией. Следующим утром Бетти присылает Сэму телеграмму о том, что выезжает к нему для разговора по срочному делу. По прибытии она сообщает Сэму о недостаче, которую она обнаружила в своём филиале. На вопрос Сэма, почему она не обратилась с этим к Эрлу, Бетти отвечает, что не сказала ему, потому что именно его подозревает в растрате. Сэм снова едет в Санта-Розиту для разговора с Эрлом, который выражает удивление информацией о недостаче, предполагая, что речь может идти о бухгалтерской ошибке. Роясь в своём столе, Эрл вдруг достаёт пачку акций и говорит, что вчера выдал Барни кредит под залог ценных бумаг, которые просто забыл приобщить к делу. Сэма удовлетворяет такое объяснение Эрла, и он считает вопрос закрытым. После его ухода Эрл спрашивает Бетти, почему в последнее время она стала его избегать, и девушка отвечает, что, хотя это и не её дело, но она видит, что Фрэнсин явно живёт не по средствам, и она опасается, что всё это рано или поздно ударит по Эрлу. Тем временем, чтобы избежать возможных встреч с Фрэнсин, Сэм приходит к Гарри с просьбой перевести его на работу в любой другой регион.
Вскоре Барни приходит в банк к Эрлу, требуя, чтобы тот немедленно вернул ему одолженные у него деньги. Как выясняется, Эрл купил на деньги банка разрекламированные Барни акции, которые вскоре обесценились, а взятые им взаймы у Барни деньги должны были покрыть нехватку банковской наличности. Вернувшись домой, Эрл говорит Фрэнсин, что они уже давно тратят больше, чем могут себе позволить, и в итоге оказались на грани банкротства. В надежде исправить положение, Эрл после уговоров Фрэнсин рискнул и купил спекулятивные акции, которые рекламировал Барни, но потерпел неудачу. Тем временем Бетти сообщает Сэму, что деньги всё ещё не поступили в кассу, однако Сэма больше волнует решение о предстоящем переводе, и он не придаёт её словам значения. В ходе дальнейшего разговора выясняется, что Бетти, которая уже более трёх лет работает с Эрлом, влюблена в своего шефа, и потому хочет спасти его от возможных проблем. Она говорит, что после женитьбы на Фрэнсин два года назад Эрл заметно переменился. Гарри навещает Сэма в его номере, сообщая, что его перевод в Сиэтл утверждён, хотя и не может понять мотивов Сэма, который через две недели после начала работы попросил о переводе. Сэм однако скрывает свои причины, а затем неожиданно заявляет, что переходит на работу в другую компанию в Мексике. В этот момент в номер заходит Фрэнсин, и, увидев Гарри, делает вид, что пришла забрать свой портсигар. Решив, что между Сэмом и Фрэнсин что-то есть, Гарри уходит, выражая Сэму своё неодобрение. Когда они остаются в номере вдвоём, Фрэнсин сообщает, что для покрытия недостачи продала некоторые свои вещи, выручив 1800 долларов из недостающих трёх тысяч. Затем она просит Сэма внести оставшиеся 1200 долларов, намекая, что если возникнет скандал с недостачей, то он больно ударит и по его репутации. Поддавшись шантажу, Сэм выписывает ей чек, требуя, чтобы она никогда больше к нему не обращалась. После ухода Фрэнсин Сэм звонит по телефону Бетти и просит её проследить за тем, чтобы Фрэнсин вернула деньги в кассу в полном объёме. Сэм приходит к офис Гарри, чтобы обсудить ситуацию, в которой оказался Эрл, но возмущённый вице-президент отказывается его принять, заявляя, что тот Сэм, которого он знал, уехал в Мексику.
По возвращении домой Фрэнсин обманывает мужа, говоря, что ездила к Гарри, которому сообщила, что они не могут собрать искомую сумму. По её словам, Гарри якобы ответил, что в данном случае для него Эрл является таким же служащим банка, как и все остальные, и потому он понесёт ответственность в соответствии с законом. Запугав Эрла, она убеждает его немедленно бежать, однако перед этим пойти в банк, и, поскольку ему всё равно грозит обвинение в растрате, вынести из банка столько денег, сколько сможет. Тем временем Сэм обращается к своему другу в ФБР с просьбой проверить личность Фрэнсин, после чего стремительно направляется в Санта-Розиту, чтобы предупредить Бетти о том, что на Фрэнсин в полиции имеется большое криминальное досье. Между тем Эрл выносит из банковского хранилища 90 тысяч долларов наличными, и вместе с Фрэнсин приезжает домой, где она немедленно начинает паковать чемоданы. Оставшись в комнате одна, Фрэнсин перекладывает деньги из портфеля Эрла в свою сумку. Не обнаружив Эрла в банке, Сэм приезжает к нему домой, где сообщает о криминальном прошлом Фрэнсин, которая неоднократно обирала богатых мужей, после чего бесследно скрывалась. Услышав об этом, Эрл не выдерживает и отдаёт свой портфель Сэму, чтобы вернуть деньги в банк. Сэм также собирает у Фрэнсин свой чек на 1200 долларов. Однако уже в машине Сэм видит, что в портфеле денег нет, и стремительно возвращается к Эрлу. Эрл, наконец, понимает, что Фрэнсин решила обмануть и его и сбежать с деньгами одна. Он берёт оружие и вместе с Сэмом входит в комнату Фрэнсин. Раздаётся выстрел, убивающий Фрэнсин.
Действие возвращается в офис шерифа, где Гарри догадывается, что Сэм из уважения к Гарри пытался скрыть от него преступление брата и потому решил взять на себя вину в убийстве Фрэнсин. В этот момент в кабинет входит Эрл, который заявляет о том, что это он застрелил свою жену. После этого с Сэма снимают все подозрения, а Гарри снова предлагает ему работу в банке.

## В ролях
- Сигне Хассо — Фрэнсис Хьюбер (или Мэтьюз)
- Престон Фостер — Сэм Крейн
- Шепперд Страдвик — Эрл Хьюбер (или Мэтьюз)
- Анабель Шоу — Бетти Уилсон
- Рой Робертс — Гарри Мэтьюз
- Эмори Парнелл — Барни Шефер
- Нэнси Эванс — Хильда Шефер

Как отмечено на сайте Американского института кино, в большинстве рецензий фамилия персонажей Сигне Хассо и Шепперда Страдвика указывается как «Хьюбер». Однако поскольку по сюжету Эрл является братом Гарри Мэтьюза, вероятно, он должен был бы носить ту же фамилию, что и брат.

## Создатели фильма и исполнители главных ролей
Режиссёр Рэй Маккэри был младшим братом знаменитого режиссёра Лео Маккэри, более всего известного по фильму «Уступи место завтрашнему дню» (1937). Рэй же, по словам киноведа Мартина Теллера, за свою карьеру «не поставил ничего даже близкого» этой картине, ограничившись короткометражками с участием подростков из Нашей банды, комиков Лорела и Харди, а также Трёх балбесов. Наиболее удачными лентами Рэя Маккэри, по мнению Шварца, были вестерн «Перевал на закате» (1935), криминальная мелодрама «Таинственный человек» (1935), военная комедия «Паспорт судьбы» (1944) и иронический детектив «Алиби Сокола» (1946). Рэй Маккэри скоропостижно умер в 1948 году в возрасте 44 лет, и «Странный треугольник» стал предпоследним фильмом в его карьере.
В 1930-50-е годы Престон Фостер был известен как исполнитель главных и значимых ролей во многих картинах категории В, в том числе, в таких фильмах нуар, как «Преследуемая» (1948), «Большая ночь» (1951), «Тайны Канзас-Сити» (1952) и «Суд — это я» (1953).
Актриса шведского происхождения Сигне Хассо в 1940 году переехала в Голливуд, где за свою карьеру, охватившую почти 50 лет, снялась в 80 фильмах и телесериалах. В 1940-е годы актриса неоднократно играла главные роли в фильмах нуар, среди них такие популярные картины, как «Дом на 92-й улице» (1945), «Джонни Эйнджел» (1945), «Двойная жизнь» (1947) и «До края земли» (1948).
Хассо и Фостер были арендованы для работы в этой картине у студии Metro-Goldwyn-Mayer.

## Оценка фильма критикой

### Общая оценка фильма
Фильм получил ограниченный прокат и не взывал особого интереса у критики ни в момент выхода на экраны, ни позднее. Современный историк кино Спенсер Селби лишь отметил картину как фильм нуар, в котором банковский ревизор и супружеская пара оказываются втянутыми в дело о растрате, что приводит к убийству. В рецензии журнала TV Guide также сообщается, что картина построена вокруг «расточительности роковой женщины, что приводит к разрушению карьер банковского инспектора и управляющего банком. (Героиня) Хассо доводит мужа до банкротства и втягивает его в преступление, однако в конце концов он останавливает её». В рецензии отмечается, что повествование в фильме ведётся с помощью флэшбеков от лица героя Фостера, который находится в камере предварительного заключения за убийство.
Майкл Кини заключил, что «фильм привлекательно сделан, а Хассо хорошо справляется с ролью роковой женщины», однако Деннис Шварц назвал картину «не представляющей ничего особенного мелодрамой категории В». Критический оценивший картину Мартин Теллер написал, что «единственным достижением этого, довольно пресного фильма является его экономичность, так как он идёт легко перевариваемые 65 минут». Критик также обращает внимание на то, что повествование ведётся в форме пространного флэшбека, где Сэм рассказывает Гарри всю историю произошедшего. Однако в его рассказе фигурирует несколько сцен, свидетелем которых Сэм не был и о которых не мог знать. Теллер полагает, что «это нарушает сам принцип флэшбека, хотя в общем-то с самого начала непонятно, зачем вообще надо было прибегать к этому приёму. В начале фильма нет ничего такого, на чём можно было бы построить картину. Там нет плавающего в бассейне лицом вниз Уильяма Холдена (с чего начинается фильм „Бульвар Сансет“ (1950))… Там есть лишь два скучных парня, которые сидят и разговаривают».

### Оценка актёрской игры
Как указывает Мартин Теллер, «в фильме занято много постоянных актёров фильмов нуар, которых можно назвать в лучшем случае незначительными актёрами». Фостер, по мнению Теллера, «ничего не показывает, где бы он не находился, играя неинтересного персонажа, который в этическом плане слишком чист, чтобы стать захватывающим нуаровым героем». Далее критик пишет, что Хассо «имеет здесь самую содержательную роль роковой женщины, но ни актриса, ни её персонаж не особенно хороши». Что же касается Шоу, то она «невыносима в роли слишком хорошей девочки». С другой стороны, «Страдвик смотрится лучше остальных в качестве единственного человека в фильме, который переживает моральный конфликт».